# Irina Rîngaci
Irina Rîngaci (ur. 23 sierpnia 2001) – mołdawska zapaśniczka walcząca w stylu wolnym. Olimpijka z Paryża 2024, gdzie zajęła dziesiąte miejsce w kategorii do 68 kg. 
Mistrzyni świata w 2021; trzecia w 2022 i 2023. 
Złota medalistka mistrzostw Europy w 2021 i 2022; srebrna w 2023 i 2025; brązowa w 2024. Piąta w Pucharze Świata w 2022, a także zajęła drugie miejsce w zawodach indywidualnych w 2020. 
Pierwsza na MŚ U-23 w 2023 i 2024; trzecia w 2019 i 2022. Mistrzyni Europy U-23 w 2021, 2022 i 2024, trzecia w 2023. Mistrzyni świata juniorów w 2021. Trzecia na ME juniorów w 2019 i MŚ kadetów w 2018 roku.